# Comborsin

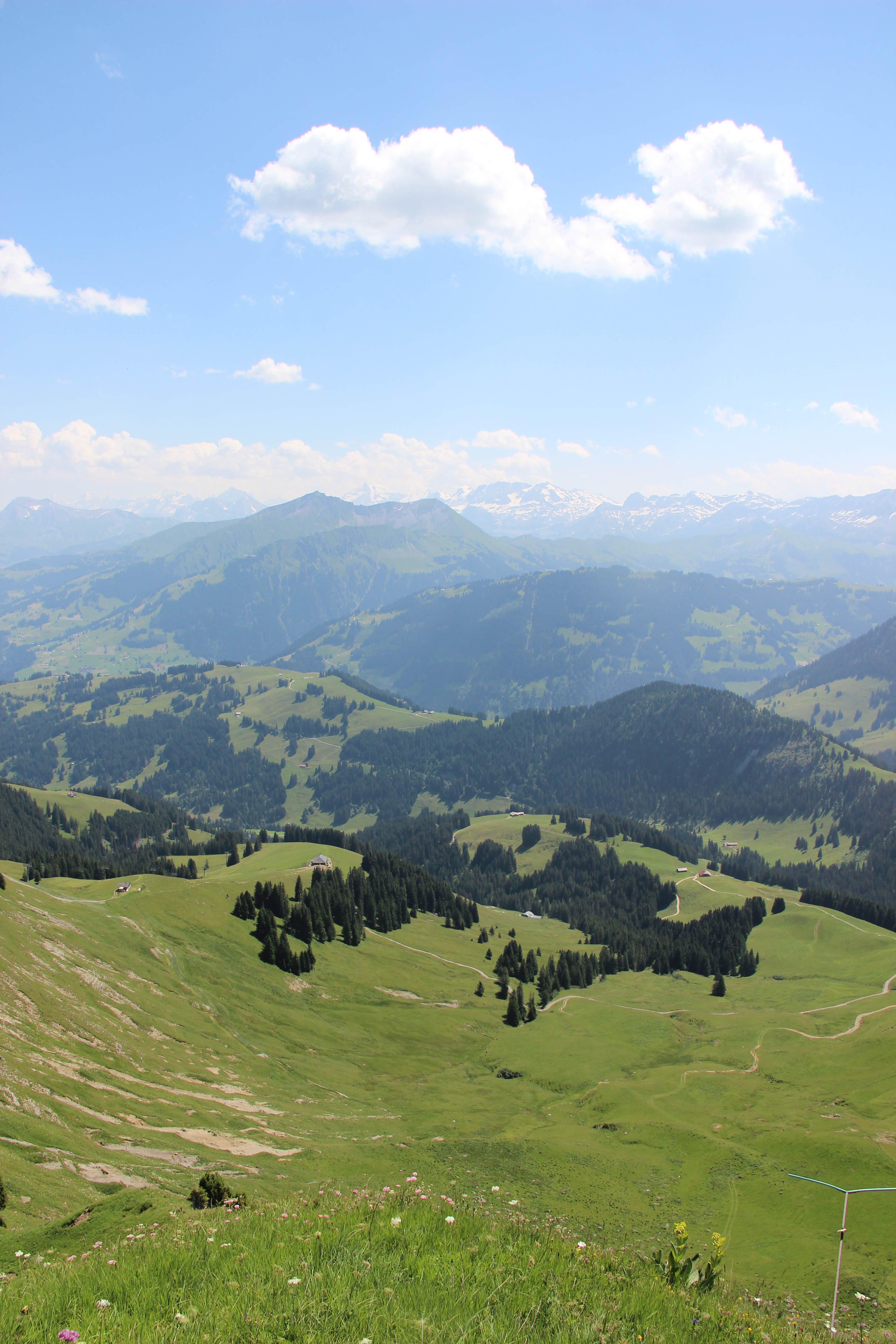
Blick von der Videmanette auf die Alp Comborsin

Comborsin ist ein Bergtal und eine Alp im Kanton Waadt.
Die Landschaft liegt in den Waadtländer Voralpen und im Naturschutzgebiet La Pierreuse-Gummfluh im Regionalen Naturpark Gruyère Pays-d’Enhaut. Das alpine Weidegebiet, das teilweise über der Waldgrenze und zum Teil in gerodeten Flächen liegt, erstreckt sich über ein Tal nordöstlich der Gummfluh und südöstlich der Videmanette. Das abgelegene Alpareal auf 1659 m ü. M. gehört zur Waadtländer Gemeinde Rougemont und ist über mehrere Bergwege erreichbar. Der Alpsömmerungsbetrieb produziert jährlich etwa 200 Käselaibe.
Der frankoprovenzalische Flurname Comborsin (deutsch auch Orsiwang) ist aus dem Dialektwort combe für dt. «Tal» und einem Personennamen zusammengesetzt. Er bedeutet «Tal des Ursin».
Der Name des Alpgebiets ist auch auf die Bezeichnung des hoch oben an der Gummfluh liegenden kleinen Bergsees Gour de Comborsin übergegangen. Der See wird vom Wildbach Ruisseau de Comborsin entwässert, der gegen Osten abfliesst und nach etwa 1,5 Kilometer über die Kantonsgrenze das Gebiet der Berner Gemeinde Saanen erreicht, wo er den Namen Chalberhönibach hat; er mündet in die Saane und gehört somit zum Flussgebiet des Rheins.
Über die Bergweiden von Comborsin führen im Winter Skipisten des Wintersportgebiets Eggli-Videmanette.